# Lijst van residenten op Java

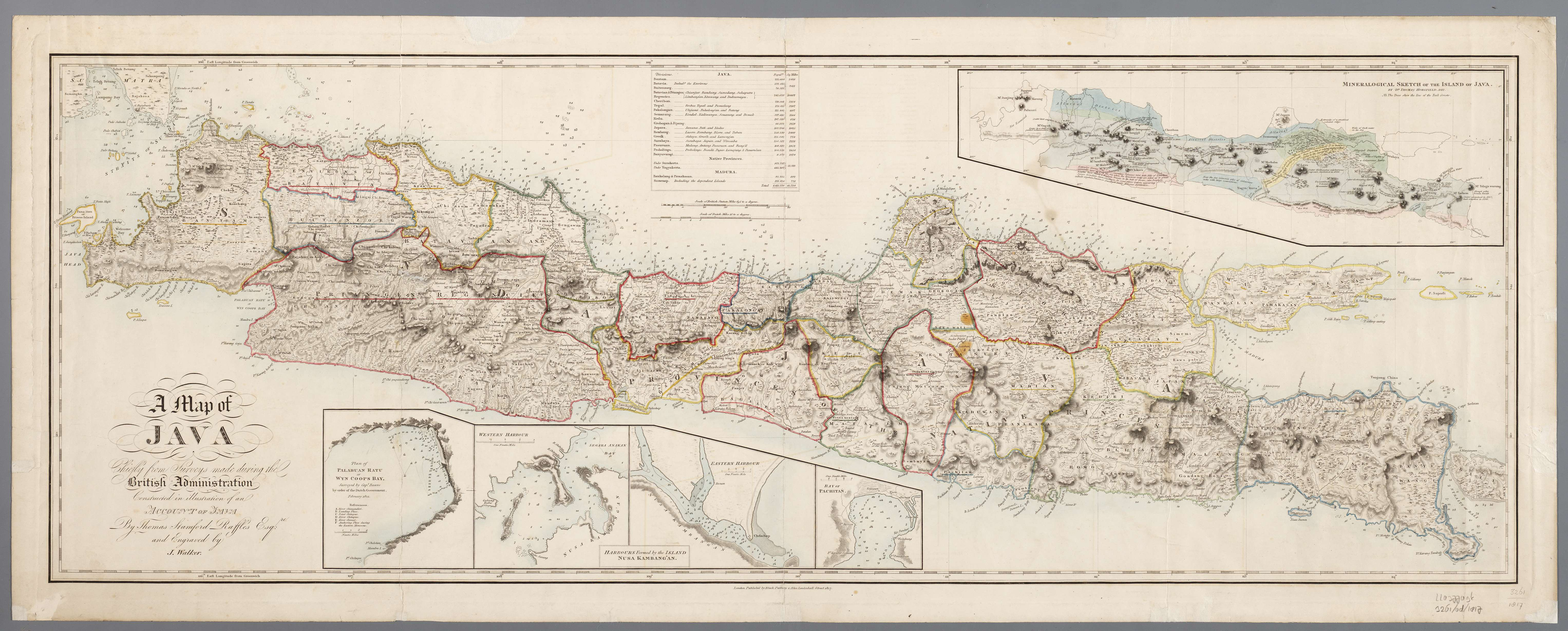
Een kaart van Java ± 1817

Dit is een lijst van residenten op Java tijdens de Nederlandse kolonisatie.
Nederlands-Indië werd tot 1942 ingedeeld in verscheidene residenties met aan het hoofd een resident. In onderstaande opsomming worden de verschillende residenties en hun residenten door de jaren heen genoemd. Sommige residenties zijn door de jaren heen verdwenen of juist ontstaan, dit zal bij de residentie worden vermeld. De ontslagdata kloppen niet helemaal, het duurde toen enige weken voordat er een nieuwe resident werd aangesteld. Met residenten die korter dan een jaar actief zijn geweest is geen rekening gehouden.

## Bantam
| resident van Bantam                          | vanaf             | tot               |
| -------------------------------------------- | ----------------- | ----------------- |
| Jacobus de Bruin                             | 1817              | 1818              |
| Cornelis Vos                                 | 1818              | 1819              |
| James du Puij                                | 1819              | 1819              |
| Joan Hendrik Tobias                          | 1819              | 1821              |
| Pieter van de Poel                           | 1821              | 1822              |
| Annius Abrahami de Melverda                  | 1822              | 1827              |
| Franciscus Henricus Smulders                 | 1827              | 1835              |
| Johan Frans Hora Siccama                     | 1835              | 1837              |
| Martinus Hendrikus Halewijn                  | 1837              | 1838              |
| Johan Frans Hora Siccama                     | 1838              | 1839              |
| Carel Frederik Goldman                       | 1839              | 1844              |
| Dirk Adolph Buijn                            | 1844              | 1851              |
| Gerrit Anthonij Everhardus Wiggers           | 1851              | 1855              |
| Carel Pieter Brest van Kempen                | 1855              | 1857              |
| Johan Carel van Lannoij                      | 1857              | 30 juli 1861      |
| Oscar van Polanen Petel                      | 30 juli 1861      | 2 april 1865      |
| Johan Hendrik van der Palm                   | 2 april 1865      | 19 maart 1872     |
| Bastiaan van Baak                            | 19 maart 1872     | 5 april 1874      |
| Felix Ernest Parmenas van den Bossche        | 5 april 1874      | 18 augustus 1877  |
| Willem Frederik van Andel                    | 18 augustus 1877  | 3 april 1878      |
| Johannes Petrus Metman                       | 3 april 1878      | 15 maart 1881     |
| Adrianus Johannes Spaan                      | 15 maart 1881     | 2 november 1884   |
| Eduard Alexander Engelbrecht                 | 8 november 1884   | 2 september 1888  |
| Jacobus Albertus Velders                     | 2 september 1888  | 3 maart 1892      |
| Bernard Hendrik Huibert Ravenswaay           | 3 maart 1892      | 5 november 1892   |
| Jacobus Albertus Velders                     | 5 november 1892   | 3 april 1895      |
| Johannes Anthonie Hardeman                   | 3 april 1895      | 2 april 1906      |
| Frederik Karel Overduijn                     | 2 april 1906      | 8 mei 1911        |
| Cornelis Willem August van Rinsum            | 8 mei 1911        | 2 april 1913      |
| Herman Lodewijk Cornelis Bernard van Vleuten | 2 april 1913      | 13 mei 1916       |
| Berend Leonardus van Bijlevelt               | 13 mei 1916       | 2 maart 1918      |
| Willem Christiaan Thieme                     | 2 maart 1918      | 17 juli 1920      |
| Cornelis Canne                               | 17 juli 1920      | 2 september 1921  |
| Theodorus Arnoldus Meister                   | 2 september 1921  | 6 maart 1922      |
| Jan Christiaan Bedding                       | 6 maart 1922      | 30 december 1925  |
| Frederik Gerhard Putman Cramer               | 30 december 1925  | 2 maart 1931      |
| Jan Scipio de Kanter                         | 2 maart 1931      | 20 mei 1934       |
| Armand Maurice van der Elst                  | 20 mei 1934       | 14 september 1937 |
| Jan Robert van Beusekom                      | 14 september 1937 | 1941              |
| Willem Hendrik Coert                         | 17 feb 1941       | Japanse bezetting |

## Buitenzorg
| resident van Buitenzorg                          | vanaf            | tot                           |
| ------------------------------------------------ | ---------------- | ----------------------------- |
| F.E. Hardy                                       | 1817             | 1818                          |
| Carel Sirardus Willem van Hogendorp              | 1818             | 1823                          |
| Johan Gerard van Angelbeek                       | 1823             | 1826                          |
| 1826-1836 als assistent-residentie               |                  |                               |
| J.H. van den Bosch                               | 1836             | 1838                          |
| 1838-1925 bij Batavia als assistent-residentie   |                  |                               |
| Hendrik Kool                                     | 1 september 1925 | 9 juni 1927                   |
| Frederik Willem Slangen                          | 9 juni 1927      | 4 oktober 1929                |
| Leendert Gerardus Cornelis Adrianus van der Hoek | 4 oktober 1929   | 15 oktober 1931               |
| Pieter Marinus Letterie                          | 15 oktober 1931  | 7 november 1933               |
| Alexander Hendrik de Jong                        | 7 november 1933  | 24 maart 1937                 |
| Cornelis van Rossen                              | 24 maart 1937    | net voor de Japanse bezetting |

## Batavia
| resident van Batavia                                    | vanaf             | tot               |
| ------------------------------------------------------- | ----------------- | ----------------- |
| Petrus Theodorus Chassé                                 | 1817              | 1819              |
| Pieter Hubertus van Lawick van Pabst                    | 1819              | 1820              |
| Jacobus de Bruin                                        | 1820              | 1821              |
| Isaac Bousquet                                          | 1821              | 1822              |
| Carel Sirardus Willem van Hogendorp                     | 1823              | 1827              |
| Bernard Hendrik Alexander Besier                        | 1827              | 1828              |
| 1829-1831 geen resident maar een hoofdbaljuw            |                   |                   |
| Jan van der Vinne                                       | 1831              | 1833              |
| Rasmus Cornelis van Cattenburch                         | 1833              | 1834              |
| Daniel François Willem Pietermaat                       | 1834              | 1837              |
| Martinus Hendrikus Halewijn                             | 1837              | 1839              |
| François Butin Bik                                      | 1839              | 1843              |
| Johan Frans Hora Siccama                                | 1843              | 1847              |
| Pieter van Rees                                         | 1847              | 1854              |
| Albert Hendrik Wendelin baron de Kock                   | 1854              | 1855              |
| Dirk Anton Junius van Hemert                            | 1855              | 1859              |
| Johannes Cornelis de Kock van Leeuwen                   | 1859              | 1862              |
| Dirk François Schaap                                    | 1862              | 5 mei 1864        |
| Johannes Cornelis de Kock van Leeuwen                   | 5 mei 1864        | 10 mei 1866       |
| Hendrik Jeronimus Christiaan Hoogeveen                  | 10 mei 1866       | 4 maart 1873      |
| Willem August Jellinghaus                               | 4 maart 1873      | 11 augustus 1877  |
| Oscar Emile van Nispen                                  | 11 augustus 1877  | 24 februari 1880  |
| Harco Wiardus Frans Hora Siccama                        | 24 februari 1880  | 3 april 1886      |
| Owen Maurits de Munnick                                 | 3 april 1886      | 27 juli 1889      |
| Johannes Petrus Metman                                  | 27 juli 1889      | 5 september 1892  |
| Johan George Otto Stuart von Schmidt auf Altenstadt jr. | 5 september 1892  | 2 juni 1897       |
| Henri de Kock                                           | 2 juni 1897       | 12 maart 1898     |
| Jan Jacob Bischoff                                      | 12 maart 1898     | 16 september 1901 |
| Charles René Bakhuizen van den Brink                    | 16 september 1901 | 10 mei 1906       |
| Johan Hofland                                           | 10 mei 1906       | 24 september 1907 |
| Emile Meertens                                          | 24 september 1907 | 7 juli 1911       |
| Hendrik Rijfsnijder                                     | 7 juli 1911       | 3 augustus 1916   |
| Pieter de Roo de la Faille                              | 3 augustus 1916   | 12 maart 1919     |
| Jan Doekes Hunger                                       | 12 maart 1919     | 27 maart 1922     |
| Jacobus Renatus Schenck de Jong                         | 27 maart 1922     | 22 december 1925  |
| Johan Charles de Bergh                                  | 22 december 1925  | 21 juni 1928      |
| Gerrit Johannes ter Poorten                             | 21 juni 1928      | 5 juli 1929       |
| P.H. Willemse                                           | 5 juli 1929       | 1 november 1931   |
| Leendert Gerardus Cornelis Adrianus van der Hoek        | 1 november 1931   | 6 augustus 1934   |
| Henri Fievez de Malines van Ginkel                      | 6 augustus 1934   | 25 januari 1939   |
| Hendrik Adolf van Loghem                                | 25 januari 1939   | 28 september 1940 |
| Christianus Wouterus Antonius Abbenhuis                 | 28 september 1940 | Japanse bezetting |

## Krawang
| resident van Krawang                           | vanaf             | tot               |
| ---------------------------------------------- | ----------------- | ----------------- |
| H.A. van den Broeck                            | 1818              | 1823              |
| Frans Gerardus Valck                           | 1823              | 1826              |
| Franciscus Henricus Smulders                   | 1826              | 1826              |
| 1826-1832 bij Batavia als assistent-residentie |                   |                   |
| Guillaume de Seriere                           | 1831              | 1835              |
| 1835-1839 bij Batavia als assistent residentie |                   |                   |
| Abraham Botter                                 | 1839              | 22 januari 1845   |
| 1845-1866 bij Batavia als assistent-residentie |                   |                   |
| Jan Francois Schultze                          | 8 december 1866   | 24 januari 1868   |
| Louis Wijnand Caton Bosch                      | 24 januari 1868   | 20 augustus 1872  |
| Oscar Emile van Nispen                         | 20 augustus 1872  | 17 augustus 1873  |
| Jan Paul Frederik Gericke                      | 17 augustus 1873  | 16 september 1873 |
| Francis August Loudon                          | 16 september 1874 | 24 februari 1877  |
| Willem Johannes Pahud de Mortanges             | 24 februari 1877  | 9 augustus 1879   |
| Johannes de Blaauw                             | 9 augustus 1879   | 18 maart 1881     |
| Karel Frederik Bohl                            | 18 maart 1881     | 6 november 1882   |
| G.V. Boreel                                    | 6 november 1882   | 30 augustus 1884  |
| Hendrik Kuneman                                | 30 augustus 1884  | 30 april 1886     |
| Hendrik Jan Tydeman                            | 30 april 1886     | 31 mei 1888       |
| Frans Louis Wittenrood                         | 31 mei 1888       | 21 augustus 1889  |
| Jacobus Pieter Peereboom Voller                | 21 augustus 1889  | 4 februari 1894   |
| Joannes Jacobus van Santen                     | 4 februari 1894   | 14 februari 1899  |
| Henri de Chauvigny de Blot                     | 14 februari 1899  | 1 januari 1901    |
| 1901-1925 bij Batavia als assistent-residentie |                   |                   |
| Mari Henri Doornik                             | 1 september 1925  | 9 juni 1927       |
| Jean Jacques Marie August Popelier             | 9 juni 1927       | 11 oktober 1929   |
| A. Sangster                                    | 11 oktober 1929   | 1931              |
| 1931 bij Batavia als assistent-residentie      |                   |                   |

## Preanger Regentschappen
| resident van de Preanger Regentschappen                           | vanaf            | tot               |
| ----------------------------------------------------------------- | ---------------- | ----------------- |
| Gerrit Willem Casimir van Motman                                  | 1817             | 1819              |
| Robert Lieve Jasper van der Capellen                              | 1819             | 1825              |
| Pieter le Clereq                                                  | 1825             | 1827              |
| Willem Nicolaas Servatius                                         | 1827             | 1828              |
| Otto Carel Holmberg de Beckfelt                                   | 1828             | 1837              |
| Pieter le Clereq                                                  | 1837             | 1839              |
| Johan Frans Hora Siccama                                          | 1839             | 1841              |
| Jean Baptiste Cleerens                                            | 1841             | 1846              |
| Pieter Johannes Overhand                                          | 1846             | 1850              |
| Carl Philip Conrad Steinmetz                                      | 1851             | 1855              |
| Herman Constantijn van der Wijck                                  | 1855             | 11 februari 1858  |
| Christiaan van der Moore                                          | 11 februari 1858 | 5 juni 1874       |
| Ferdinand Theodoor Pahud de Mortanges                             | 5 juni 1874      | 8 februari 1879   |
| Jan Marinus van Vleuten                                           | 8 februari 1879  | 12 juni 1884      |
| Albert Gustaaf George Peltzer                                     | 12 juni 1884     | 1 april 1887      |
| Johannes Heijting (1836-1891)                                     | 1 april 1887     | 21 juli 1891      |
| Johannes Diederik Harders                                         | 8 augustus 1891  | 18 april 1894     |
| Christiaan Willem Kist                                            | 18 april 1894    | 11 april 1900     |
| Eduard Thomas Theodorus Henricus van Benthem van den Bergh        | 11 april 1900    | 7 april 1903      |
| Gustaaf Adolf Frederik Jan Oosthout                               | 7 april 1903     | 4 november 1907   |
| Willem Frederik Lamoraal Boissevain                               | 4 november 1907  | 6 april 1911      |
| Gideon Jan Oudemans                                               | 6 april 1911     | 2 januari 1913    |
| Tielus Jan Janssen                                                | 2 januari 1913   | 3 april 1917      |
| Louis de Stuers                                                   | 3 april 1917     | 1920              |
| Willem Pieter Hillen                                              | 1920             | 2 januari 1921    |
| August Johan Herman Eijken                                        | 2 januari 1921   | 1925              |
| 1925 gesplitst in de residenties West-, Midden- en Oost- Priangan |                  |                   |
| 1931 Midden- en Oost-Priangan samen tot de residentie Priangan    |                  |                   |
| resident van Priangan                                             | vanaf            | tot               |
| Johan Herman Bernhard Kuneman                                     | 1 november 1931  | 28 juli 1933      |
| Meinard Frederik Tydeman                                          | 28 juli 1933     | 27 december 1938  |
| Eelco Tacoma                                                      | 27 december 1938 | Japanse bezetting |

## West-Priangan
| West-Priangan           | vanaf            | tot         |
| ----------------------- | ---------------- | ----------- |
| Jetze Doede de Vries    | 8 september 1925 | 9 juni 1927 |
| Marius Julius Cornelius | 9 juni 1927      | 5 juli 1929 |
| Johan Charles de Bergh  | 5 juli 1929      | 1931        |
| 1931 bij Buitenzorg     |                  |             |

## Midden-Priangan
| Midden-Priangan                                   | vanaf            | tot            |
| ------------------------------------------------- | ---------------- | -------------- |
| Johannes Gerardus van Heijst                      | 1 september 1925 | 8 juli 1926    |
| Pieter Rudolph Wolter van Gesseler Verschuir      | 8 juli 1926      | 4 oktober 1929 |
| Johan Herman Bernhard Kuneman                     | 4 oktober 1929   | 1931           |
| 1931 met Oost-Priangan tot de residentie Priangan |                  |                |

## Oost-Priangan
| Oost-Priangan                                        | vanaf            | tot              |
| ---------------------------------------------------- | ---------------- | ---------------- |
| Hendrik Cornelis van den Bos                         | 1 september 1925 | 3 maart 1927     |
| Gerardus Diederik Paul Antoine Renardel de Lavalette | 3 maart 1926     | 12 december 1927 |
| Jean Benjamin Hartelust                              | 12 december 1927 | 5 juli 1929      |
| Frits Alexander Cornelius Halkema                    | 5 juli 1929      | 2 december 1930  |
| Gerrit Johannes ter Poorten                          | 2 december 1930  | 1931             |
| 1931 met Midden-Priangan tot de residentie Priangan  |                  |                  |

## Cheribon
| resident van Cheribon                        | vanaf             | tot               |
| -------------------------------------------- | ----------------- | ----------------- |
| Willem Nicolaas Servatius                    | 1818              | 1818              |
| Jan Isaak van Sevenhoven                     | 1820              | 1821              |
| Abraham Hendrik Dozij                        | 1821              | 1822              |
| Johan Gerard van Angelbeek                   | 1822              | 1822              |
| Diederik Cornelis van Blommesteijn           | 1822              | 10 juli 1823      |
| Carel Matheus Baumhauer                      | 1823              | 1826              |
| Pieter le Clereq                             | 1826              | 1827              |
| Jan Isaak van Sevenhoven                     | 1827              | 1828              |
| Otto Carel Holmberg de Beckfelt              | 1828              | 1829              |
| Benjamin Corneille Verploegh                 | 1829              | 1830              |
| Burchard Joan Elias                          | 1830              | 1833              |
| Jean Guillaume Landré                        | 1833              | 1836              |
| Jacob Willem Hendrik Smissaert               | 1836              | 1843              |
| Tjalling Ament                               | 1843              | 1854              |
| Victor Paul Gaspard de Seriere               | 1854              | 1860              |
| Herman Kleijn van de Poll                    | 1860              | 1861              |
| Charles Wiggers                              | 1861              | 1862              |
| François Henri Adolph van de Poel            | 4 juli 1862       | 15 juni 1865      |
| Albert Wilhelm Kinder de Camarecq            | 15 juni 1865      | 6 maart 1866      |
| Franciscus Gerard van Bloemen Waanders       | 6 maart 1866      | 5 augustus 1867   |
| Sebastiaan Cornelis Herman Nederburgh        | 5 augustus 1867   | 6 september 1875  |
| Willem Hendrik Wijnmalen                     | 6 september 1875  | 22 september 1877 |
| Pieter Frederik Wegener                      | 22 september 1877 | 21 augustus 1881  |
| Johannes Faes                                | 4 september 1881  | 1 augustus 1883   |
| Pieter Johannes Adrianus Spaan               | 1 augustus 1883   | 20 juli 1887      |
| Johan Herman Frederik Sollewijn Gelpke       | 20 juni 1887      | 25 oktober 1890   |
| Johannes Hendrik Willem Graaf van den Bosch  | 25 oktober 1890   | 4 april 1896      |
| Henri de Kock                                | 4 april 1896      | 2 juni 1897       |
| Willem Johan Theodoor Hora Siccama           | 2 juni 1897       | 2 juni 1899       |
| Johannes Willem Mesman                       | 2 juni 1899       | 17 januari 1908   |
| Gideon Jan Oudemans                          | 17 januari 1908   | 6 april 1911      |
| Frederik Charles Nicolaas van der Moore      | 6 april 1911      | 2 april 1915      |
| Cornelis Johannes Feith                      | 2 april 1915      | 29 januari 1920   |
| Jan van der Marel                            | 29 januari 1920   | 10 april 1922     |
| Rhijnoud Philip Martinus van der meer        | 10 april 1922     | 1 september 1925  |
| Carel Johannes Adrianus Leonard Tjepke Hiljé | 1 september 1925  | 3 juni 1930       |
| Herbert Albert Lincklaen Westenberg          | 3 juni 1930       | 29 augustus 1932  |
| Charles Olke van der Plas                    | 29 augustus 1932  | 17 juli 1933      |
| Johannes Christiaan de Klerk                 | 17 juli 1933      | 28 juli 1934      |
| Charles Olke van der Plas                    | 21 maart 1934     | 28 juli 1936      |
| Woltherus Adriaan van der Capellen           | 28 juli 1936      | 12 augustus 1941  |
| Wijnand Johan van Haeften                    | 12 augustus 1941  | Japanse bezetting |

## Indramajoe
| resident van Indramajoe                              | vanaf            | tot          |
| ---------------------------------------------------- | ---------------- | ------------ |
| Gerardus Diederik Paul Antoine Renardel de Lavalette | 1 september 1925 | 8 april 1926 |
| H.P. Coors                                           | 8 april 1926     | 6 juli 1929  |
| Anton Abraham van Vloten                             | 6 juli 1929      | 1931         |
| 1931 bij cheribon                                    |                  |              |

## Tegal
| resident van Tegal                                | vanaf            | tot              |
| ------------------------------------------------- | ---------------- | ---------------- |
| Willem Bloem                                      | 1817             | 1818             |
| Germain Felix Meijlan                             | 1818             | 1819             |
| J.P. Hulft van Hoorn                              | 1819             | 1822             |
| Bernard Hendrik Alexander Besier                  | 1822             | 1824             |
| Pieter van de Poel                                | 1824             | 1833             |
| Guillaume Auguste Baud                            | 1834             | 1836             |
| Hugo Cornets de Groot                             | 1836             | 1836             |
| Dirk Anthonius Varkevisser                        | 1836             | 1846             |
| Johannes Adianus Vriesman                         | 1846             | 1857             |
| Charles Francois Boudriot                         | 1857             | 1859             |
| Hermanus Douwe Potter                             | 1859             | 1860             |
| Adriaan Anton Maximiliaan Nicolaas Keuchenius     | 1860             | 17 mei 1864      |
| Willem August Jellinghaus                         | 17 mei 1864      | 7 februari 1870  |
| Nicolaas Dirk Lammers Toorenburg                  | 7 februari 1870  | 13 februari 1873 |
| Otto Willem Swaving                               | 4 maart 1873     | 9 juli 1876      |
| Harco Wiardus Frans Hora Siccama                  | 9 juli 1876      | 7 maart 1880     |
| Carel Herman Aart van der Wijck                   | 7 maart 1880     | 15 juni 1884     |
| Antonie van der Gon Netscher                      | 15 juni 1884     | 10 mei 1887      |
| Johannes Cornelis Theodorus Kroesen               | 10 mei 1887      | 31 mei 1888      |
| Hendrik Jan Tydeman                               | 31 mei 1888      | 7 juni 1892      |
| Johan Wilhelm Philips te Mechelen                 | 7 juni 1892      | 10 februari 1894 |
| Willem Henri Stephanus van Waning                 | 10 februari 1894 | 5 juli 1898      |
| Gérard Johannes Petrus de la Valette              | 5 juli 1898      | 10 augustus 1899 |
| Fokko Fokkens                                     | 10 augustus 1899 | 4 februari 1900  |
| Herman Eduard Steinmetz                           | 4 februari 1900  | 1 januari 1901   |
| 1901-1928 bij Pekalongan als assistent-residentie |                  |                  |
| J.C. Brinks                                       | 1 juli 1928      | 21 mei 1930      |
| Carel Otto Matray                                 | 21 mei 1930      | 1931             |
| 1931 bij Pekalongan als assistent-residentie      |                  |                  |

## Pekalongan
| resident van Pekalongan                              | vanaf            | tot               |
| ---------------------------------------------------- | ---------------- | ----------------- |
| Adriaan Maurits Theodorus baron de Salis             | 1817             | 1817              |
| Diderik Willem Pinkert van Haak                      | 1817             | 1819              |
| Cornelis Vos                                         | 1819             | 1826              |
| Otto Carel Holmberg de Beckfelt                      | 1826             | 1828              |
| Martinus Hendrikus Halewijn                          | 1828             | 1831              |
| Reinier de Filliettaz Bousquet                       | 1831             | 1834              |
| Christiaan Frederik Eduard Praetorius                | 1834             | 1837              |
| Frederik Hendrik Doornik                             | 1837             | 1843              |
| Lodewijk Launy                                       | 1843             | 1844              |
| Martinus Hendrikus Halewijn                          | 1844             | 1845              |
| S.D. Schiff                                          | 1846             | 1849              |
| Johannes van der Eb                                  | 1849             | 1852              |
| George Johannes Pieter van der Poel                  | 1852             | 1857              |
| Frederik Nicolaas Nieuwenhuijzen                     | 1857             | 1858              |
| Franciscus Henricus Johannes Netscher                | 1858             | 1862              |
| Nicolaas Anne Theodoor Arriëns                       | 1862             | 1863              |
| Gustave Adolphe Boutmy                               | 3 juni 1863      | 30 juni 1867      |
| Karel Frederik Stijman                               | 30 juni 1867     | 29 juni 1869      |
| Robert Jacob Wijnand Mac Gillavry                    | 29 juni 1869     | 7 december 1871   |
| Michaël Hermanus Josephus Kollmann                   | 7 december 1871  | 9 juli 1876       |
| Otto Willem Swaving                                  | 9 juli 1876      | 13 februari 1877  |
| IJsbrand Gaade                                       | 13 februari 1877 | 22 maart 1879     |
| Leonard Mulock Houwer                                | 22 maart 1879    | 5 november 1881   |
| Charles de Gijselaar                                 | 5 november 1881  | 9 januari 1884    |
| Henri Jacques van Swieten                            | 9 januari 1884   | 8 juli 1886       |
| Johan Wilhelm Philips te Mechelen                    | 8 juli 1886      | 4 augustus 1889   |
| Louis Thomas Hora Siccama                            | 4 augustus 1889  | 5 mei 1893        |
| Hendrik Willem van Ravenswaaij                       | 5 mei 1893       | 15 oktober 1894   |
| Jan Jacob Bischoff                                   | 15 oktober 1894  | 20 maart 1898     |
| Herman Eduard Steinmetz                              | 20 maart 1898    | 15 oktober 1904   |
| Willem Frederik Engelbert van Bevervoorde            | 15 oktober 1904  | 15 maart 1910     |
| Hendrik Daniël Adriaan Obertop                       | 15 maart 1910    | 4 juli 1915       |
| George Theodoor Stibbe                               | 4 juli 1915      | 9 januari 1919    |
| Willem Lodewijk Homans                               | 9 januari 1919   | 29 juli 1922      |
| Johan Ernst Jasper                                   | 29 juli 1922     | 16 mei 1923       |
| Heinrich Ludwig Rudolph Schilling                    | 16 mei 1923      | september1926     |
| Theodorus Arnoldus Meister                           | oktober 1926     | 5 november 1927   |
| Gerardus Diederik Paul Antoine Renardel de Lavalette | 10 november 1927 | 4 oktober 1929    |
| Jean Jacques Marie August Popelier                   | 4 oktober 1929   | 1 februari 1932   |
| Carel Otto Matray                                    | 1 februari 1932  | 10 maart 1932     |
| Johann Anton Henri van Leeuwen                       | 10 maart 1936    | 21 juli 1939      |
| Herman Cornelis Hartevelt                            | 21 juli 1939     | 12 augustus 1941  |
| Leopold Eduard van Hecking Colenbrander              | 12 augustus 1941 | Japanse bezetting |

## Semarang
| resident van Semarang                         | vanaf             | tot               |
| --------------------------------------------- | ----------------- | ----------------- |
| Hermannus Adriaan Parvé                       | 1817              | 1818              |
| Jacobus de Bruin                              | 1818              | 1820              |
| Willem Nicolaas Servatius                     | 1820              | 1822              |
| Hendrik Jacob Domis                           | 1822              | 1827              |
| Pieter Hubertus van Lawick van Pabst          | 1827              | 1829              |
| Pieter le Clereq                              | 1829              | 1834              |
| Daniel François Willem Pietermaat             | 1834              | 1834              |
| Hendrik Stephanus van Son                     | 1835              | 1838              |
| Guillaume Louis Baud                          | 1838              | 1841              |
| Johan Frederik Walraven van Nes               | 1842              | 1843              |
| Jacob Willem Hendrik Smissaert                | 1843              | 1846              |
| Arnoldus Adriaan Buijskes                     | 1846              | 1850              |
| Hermanus Douwe Potter                         | 1850              | 1857              |
| Dirk Carel August van Hogendorp               | 1857              | 1862              |
| Theodore van Capellen                         | 1862              | 10 mei 1864       |
| Adriaan Anton Maximiliaan Nicolaas Keuchenius | 10 mei 1864       | 30 juni 1867      |
| Karel Frederik Stijman                        | 30 juni 1867      | 15 februari 1868  |
| François Henri Adolph van de Poel             | 15 februari 1868  | 13 februari 1873  |
| Nicolaas Dirk Lammers van Toorenburg          | 13 februari 1873  | 27 november 1875  |
| Gerard Marinus Willem van der Kaa             | 27 november 1875  | 15 december 1877  |
| Willem Herman van der Hell                    | 15 december 1877  | 21 augustus 1881  |
| Pieter Frederik Wegener                       | 21 augustus 1881  | 12 juni 1884      |
| Jan Marinus van Vleuten                       | 12 juni 1884      | 5 december 1885   |
| Pieter Frederik Wegener                       | 5 december 1885   | 22 juni 1897      |
| Pieter Frederik Sythoff                       | 22 juni 1897      | 10 april 1905     |
| Henri Chrétien Antoine Gérard de Vogel        | 10 april 1905     | 20 maart 1914     |
| Petrus Karel Willem Kern                      | 20 maart 1914     | 29 januari 1920   |
| Jan Hendrik Nieuwenhuis                       | 29 januari 1920   | 4 oktober 1922    |
| Jacob van Gigch                               | 4 oktober 1922    | 30 september 1924 |
| Adrien Henri Maas Geesteranus                 | 30 september 1924 | 20 juli 1925      |
| Pieter Johannes van Gulik                     | 20 juli 1925      | 1 juli 1928       |
| Johannes Bijleveld                            | 1 juli 1928       | 9 januari 1935    |
| Karel Johann Alex Orie                        | 9 januari 1935    | 24 maart 1937     |
| Adolph Maximiliaan Pino                       | 24 maart 1937     | 17 september 1940 |
| Jan Frederik Antonie van Bruggen              | 17 september 1940 | Japanse bezetting |

## Japara
| resident van Japara                                                                         | vanaf            | tot               |
| ------------------------------------------------------------------------------------------- | ---------------- | ----------------- |
| Joan Adriaan Doornik                                                                        | 1817             | 1823              |
| Diderik Willem Pinket de Haak                                                               | 1823             | 1827              |
| Annius Abrahami de Melverda                                                                 | 1827             | 1828              |
| Willem de Vogel                                                                             | 1828             | 1836              |
| Frederik Hendrik Doornik                                                                    | 1836             | 1837              |
| Christiaan Frederik Eduard Praetorius                                                       | 1837             | 1839              |
| Hendrik Stephanus van Son                                                                   | 1839             | 1847              |
| Johannes Lodewijk Benedictus Engelhard                                                      | 1847             | 1848              |
| Hermanus Douwe Potter                                                                       | 1848             | 1850              |
| Charles Francois Boudriot                                                                   | 1850             | 1854              |
| Martinus Antonie Jacobus Gaillard                                                           | 1854             | 1855              |
| Dirk Carel August van Hogendorp                                                             | 1855             | 1857              |
| Christiaan Castens                                                                          | 1857             | 20 november 1862  |
| Hendrik Elias de Vogel                                                                      | 20 november 1862 | 19 augustus 1866  |
| Philip Willem Abraham van Spall                                                             | 19 augustus 1866 | 5 augustus 1867   |
| Pieter Cornelis Wijnmalen                                                                   | 5 augustus 1867  | 30 oktober 1875   |
| Johan Willem Moojen                                                                         | 30 oktober 1875  | 22 maart 1881     |
| Leendert Wessels                                                                            | 22 maart 1881    | 3 maart 1883      |
| Johannes Petrus Metman                                                                      | 3 maart 1883     | 10 augustus 1889  |
| Willem Christiaan Jan Castens                                                               | 10 augustus 1889 | 18 april 1894     |
| Pieter Frederik Sythoff                                                                     | 18 april 1894    | 22 juni 1897      |
| Johannes Willem Mesman                                                                      | 22 juni 1897     | 5 juni 1899       |
| Gerardus Adrianus Hogenraad                                                                 | 5 juni 1899      | 1 januari 1901    |
| 1901-1928 bij Semarang als assistent-residentie                                             |                  |                   |
| 1928 residentie onder de naam Koedoes                                                       |                  |                   |
| Willem Arthur Cornelis Ilgen                                                                | 1 juli 1928      | 1931              |
| 1931 samen met het westen van de residentie Rembang tot de nieuwe residentie Japara-Rembang |                  |                   |
| resident van Japara-Rembang                                                                 | vanaf            | tot               |
| Florus Anton Emile Laceulle                                                                 | 15 oktober 1931  | 30 december 1932  |
| Peter Willem Palte                                                                          | 30 december 1932 | 21 maart 1936     |
| Johannes van der Togt                                                                       | 21 maart 1936    | 21 juli 1939      |
| C.F.H. Göbel                                                                                | 21 juli 1939     | Japanse bezetting |

## Rembang
| resident van Rembang                                           | vanaf            | tot              |
| -------------------------------------------------------------- | ---------------- | ---------------- |
| Anthony Hendrik Smissaert                                      | 1817             | 1823             |
| Pieter Hubertus van Lawick van Pabst                           | 1823             | 1827             |
| Willem Nicolaas Servatius                                      | 1827             | 1827             |
| F.E. Hardy                                                     | 1827             | 1828             |
| Jean Baptiste baron de Salis                                   | 1828             | 1838             |
| Emanuel Francis                                                | 1838             | 1838             |
| Guillaume de Seriere                                           | 1838             | 1839             |
| J.W. Boers                                                     | 1839             | 1842             |
| Dirk Donker                                                    | 1842             | 14 februari 1843 |
| Johannes Lodewijk Benedictus Engelhard                         | 1843             | 1844             |
| Willem Adriaan Keuchenius                                      | 1844             | 1849             |
| Victor Paul Gaspard de Seriere                                 | 1850             | 1851             |
| Jacobus Gerardus Arnoldus Gallois                              | 1851             | 1853             |
| Gerard Cornelis Schonck                                        | 1853             | 1855             |
| Henry Charles Bekking                                          | 1856             | 1858             |
| Henrij James Willem van Lawick van Pabst                       | 1858             | 1859             |
| Gustave Adolphe Boutmy                                         | 1859             | 1861             |
| Theodore van der Capellen                                      | 1861             | 19 april 1862    |
| Jan Vijzelaar                                                  | 19 april 1862    | 19 februari 1867 |
| Joan Hendrik Tobias                                            | 19 februari 1867 | 24 juni 1869     |
| Willem George Meyer                                            | 24 juni 1869     | 30 oktober 1875  |
| Jacob Christiaan Johan van der Schalk                          | 30 oktober 1875  | 14 mei 1879      |
| Johannes Jacobus Rambaldo                                      | 14 mei 1879      | 24 juli 1880     |
| Anthonie Hendrik Swaving                                       | 24 juli 1880     | 3 april 1886     |
| Wilhelmus Johannes Cornelis Groos                              | 3 april 1886     | 24 juni 1888     |
| Abraham Corneille Uljee                                        | 24 juni 1888     | 6 augustus 1892  |
| Wilhelmus Cornelis Marie Balthazar Ingenluijff                 | 6 augustus 1892  | 5 april 1896     |
| Isaäc Collard                                                  | 5 april 1896     | 14 maart 1900    |
| Adrianus van der Ven                                           | 14 maart 1900    | 10 oktober 1901  |
| Louis Charles Henri Fraenkel                                   | 10 oktober 1901  | 5 juli 1907      |
| George Lodewijk Gonggrijp                                      | 5 juli 1907      | 20 maart 1914    |
| Emile Einthoven                                                | 20 maart 1914    | 23 juli 1917     |
| Johan Agathus Adriaan van der Ent                              | 23 juli 1917     | 6 mei 1918       |
| P.H. Erölich                                                   | 6 mei 1918       | 10 mei 1921      |
| Johannes Frederik Hildering                                    | 10 mei 1921      | 6 augustus 1924  |
| William Petrus Alphonso Kloprogge                              | 6 augustus 1924  | 1 juli 1931      |
| 1928 gesplitst in de residenties Rembang, Blora en Bodjonegoro |                  |                  |
| Jan Habbema                                                    | 1 juli 1928      | 1931             |
| 1931 bij Japara-Rembang als assistent-residentie               |                  |                  |

## Bodjonegoro
| resident van Bodjonegoro      | vanaf            | tot               |
| ----------------------------- | ---------------- | ----------------- |
| Carl Eugenius Croes           | 1 juli 1928      | 2 november 1930   |
| Hendrik Mispelblom van Altena | 2 november 1930  | 14 januari 1932   |
| Rudolf Adriaan Marie Mooij    | 14 januari 1932  | 28 juli 1933      |
| Jan Habbema                   | 28 juli 1933     | 28 juli 1936      |
| Frederik Henri Nieuwenhuijzen | 28 juli 1936     | 12 augustus 1941  |
| Marius Scheltema              | 12 augustus 1941 | Japanse bezetting |

## Blora
| resident van Blora                               | vanaf       | tot         |
| ------------------------------------------------ | ----------- | ----------- |
| Willem Ferdinand Dirk Philips                    | 1 juli 1928 | 2 juni 1930 |
| Jan Habbema                                      | 2 juni 1930 | 1931        |
| 1931 bij Japara-Rembang als assistent-residentie |             |             |

## Soerabaja
| resident van Soerabaja                     | vanaf             | tot               |
| ------------------------------------------ | ----------------- | ----------------- |
| Pieter Hubertus baron van Lawick van Pabst | 1817              | 1817              |
| Adriaan Maurits Theodorus baron de Salis   | 1817              | 1822              |
| Pieter van de Poel                         | 1822              | 1824              |
| Bernard Hendrik Alexander Besier           | 1824              | 1827              |
| Diderik Willem Pinket de Haak              | 1827              | 1830              |
| Adriaan Maurits Theodorus baron de Salis   | 1830              | 1831              |
| Hendrik Jacob Domis                        | 1831              | 1834              |
| Carel Jan Riesz                            | 1834              | 1839              |
| Daniel François Willem Pietermaat          | 1839              | 1848              |
| Pierre Jean Baptiste de Perez              | 1848              | 1853              |
| Pieter Vreede Bik                          | 1853              | 1858              |
| Herman Constantijn van der Wijck           | 1858              | 1860              |
| Otto van Rees                              | 1860              | 18 maart 1864     |
| Carl Philip Conrad Steinmetz               | 18 maart 1864     | 28 december 1865  |
| Henri Maximiliaan Andrée Wiltens           | 28 december 1865  | 20 april 1868     |
| Salomon van Deventer                       | 20 april 1868     | 24 juni 1869      |
| Willem George Meyer                        | 24 juni 1869      | 3 augustus 1873   |
| Philip Willem Abraham van Spall            | 3 augustus 1873   | 11 december 1876  |
| Frederik Beijerinck                        | 11 december 1876  | 4 juni 1884       |
| Carel Herman Aart van der Wijck            | 4 juni 1884       | 18 mei 1888       |
| Johannes Cornelis Theodorus Kroesen        | 18 mei 1888       | 20 juli 1896      |
| Hendrik Willem van Ravenswaaij             | 20 juli 1896      | 10 september 1901 |
| Lüder Carel Andreas Frederik Lange         | 16 september 1901 | 11 mei 1905       |
| Rudolf Herman Ebbink                       | 11 mei 1905       | 29 mei 1908       |
| Johan Einthoven                            | 29 mei 1908       | 2 januari 1913    |
| Johannes van Aalst                         | 2 januari 1913    |                   |
| 1919 geen, waarnemend                      |                   |                   |
| Leonard Johan Schippers                    | 21 november 1919  | 28 augustus 1920  |
| Samuel Cohen Fzn.                          | 28 augustus 1920  | 17 juni 1922      |
| Willem Pieter Hillen                       | 17 juni 1922      | 3 augustus 1924   |
| Johannes Martinus Jordaan                  | 3 augustus 1924   | augustus 1926     |
| Willem Charles Hardeman                    | augustus 1926     | 1 juli 1928       |
| Adolf Hendrik Moreu                        | 1 juli 1928       |                   |
| geen bekend                                |                   |                   |
| Adolf Hendrik Moreu                        | 30 december 1932  | 28 april 1935     |
| Marinus Frans Winkler                      | 28 april 1935     | 23 december 1939  |
| Cornelis Christianus Josephus Maassen      | 23 december 1939  | Japanse bezetting |

## Modjokerto
| resident van Modjokerto                        | vanaf       | tot  |
| ---------------------------------------------- | ----------- | ---- |
| Carl Arthur Schnitzler                         | 1 juli 1928 | 1931 |
| 1931 weer bij Soerabaja als assistent-resident |             |      |

## Madoera
| resident van Madoera                               | vanaf             | tot                       |
| -------------------------------------------------- | ----------------- | ------------------------- |
| Elias Jacob Roeslier                               | 1817              | 1822                      |
| Jan Adriaan Steijn Parve                           | 1822              | 1824                      |
| François Emanuel Hardy                             | 1824              | 1827                      |
| 1827-1858 bij Soerabaja als assistent-residentie   |                   |                           |
| Nicolaas Anne Theodoor Arriëns                     | 1857              | 1862                      |
| Nicolaas Dirk Lammers van Toorenburg               | 1862              | 1864                      |
| Joan Hendrik Tobias                                | 24 juni 1864      | 11 maart 1867             |
| Casparus Bosscher                                  | 11 maart 1867     | 16 juni 1872              |
| Gerard Marinus Willem van der Kaa                  | 16 juni 1872      | 27 november 1875          |
| Adriaan Anton Maximiliaan Nicolaas Keuchenius      | 27 november 1875  | 12 juni 1876              |
| Johan Christiaan Gijsbert Schmeil van Kraaijenoord | 12 juni 1876      | 10 april 1880             |
| Gerard Jan van der Tuuk                            | 10 april 1880     | 11 november 1884          |
| Owen Maurits de Munnick                            | 30 november 1884  | 3 april 1886              |
| Hendrik Herman Donker Curtius                      | 3 april 1886      | 25 mei 1889               |
| Johannes Lublink Weddik                            | 25 mei 1889       | 13 maart 1893             |
| Petrus Christiaan Arends                           | 13 maart 1893     | 13 juli 1895              |
| Diedericus Heinricus Fraenkel                      | 13 juli 1895      | 8 mei 1902                |
| Henri de Chauvigny de Blot                         | 8 mei 1902        | 5 maart 1905              |
| Fokko Fokkens                                      | 5 maart 1905      | 13 april 1909             |
| Hendrik Jan Wijers (1859-1934)                     | 13 april 1909     | 2 juni 1911               |
| Charles Emil Bodemeijer                            | 2 juni 1911       | 2 november 1914           |
| W.H. Hoedt                                         | 2 november 1914   | 6 mei 1918                |
| Samuel Cohen Fzn.                                  | 6 mei 1918        | 16 november 1920          |
| Frederik Bute Batten                               | 16 november 1920  | 13 december 1923          |
| Adrien Henri Maas Geesteranus                      | 13 december 1923  | 30 september 1924         |
| Theodorus Arnoldus Meister                         | 30 september 1924 | 26 juni 1926              |
| Johannes Gerardus van Heijst                       | 26 juni 1926      | 1928                      |
| 1928-1931 gesplitst in west- en oost-Madoera       |                   |                           |
| Josef Ferdinand Verhoog                            | november 1931     | 30 december 1932          |
| Willem van Hartingsveldt                           | 30 december 1932  | 4 september 1937          |
| Emile Leendert Johan Tydeman                       | 4 september 1937  | 3 september 1938          |
| Jan Emile Victor Alexander Slors                   | 3 september 1938  | voor de Japanse bezetting |

## West-Madoera
| resident van West-Madoera                       | vanaf           | tot             |
| ----------------------------------------------- | --------------- | --------------- |
| Frits Alexander Cornelius Halkema               | 1 juli 1928     | 7 augustus 1929 |
| Willem Charles Adriaans                         | 7 augustus 1929 | 1931            |
| 1931 met Oost-Madoera tot de residentie Madoera |                 |                 |

## Oost-Madoera
| resident van Oost-Madoera                       | vanaf       | tot         |
| ----------------------------------------------- | ----------- | ----------- |
| Carel Otto Matray                               | 1 juli 1928 | 5 juli 1929 |
| Willem Hendrik Ockers                           | 5 juli 1929 | 1930        |
| Willem Charles Adriaans                         | 1930        | 1931        |
| 1931 met West-Madoera tot de residentie Madoera |             |             |

## Pasoeroean
| resident van Pasoeroean              | vanaf             | tot               |
| ------------------------------------ | ----------------- | ----------------- |
| Cornelis Vos                         | 1817              | 1818              |
| Johannes Cornelis Ellinghuijzen      | 1818              | 28 december 1825  |
| Frans Gerardus Valck                 | 1826              | 1826              |
| Franciscus Henricus Smulders         | 1826              | 1827              |
| Hendrik Jacob Domis                  | 1827              | 1831              |
| Johan Frederik Walraven van Nes      | 1831              | 1839              |
| Willem de Vogel                      | 1839              | 1846              |
| Dirk Anthonius Varkevisser           | 1846              | 1855              |
| Carl Philip Conrad Steinmetz         | 1855              | 4 juli 1862       |
| Hendricus Albertus van der Poel      | 4 juli 1862       | 28 december 1865  |
| Salomon van Deventer                 | 28 december 1865  | 17 mei 1868       |
| Philip Willem Abraham van Spall      | 17 mei 1868       | 10 augustus 1873  |
| Oscar Emile van Nispen               | 10 augustus 1873  | 18 augustus 1877  |
| Adolphe Fitz Verploegh               | 18 augustus 1877  | 24 juli 1880      |
| Johannes Jacobus Rambaldo            | 24 juli 1880      | 16 april 1883     |
| Frederik Godfried van Delden         | 16 april 1883     | 5 september 1886  |
| Christiaan Marinus Ketting Olivier   | 5 september 1886  | 11 september 1891 |
| André Salmon                         | 11 september 1891 | 10 augustus 1899  |
| Gérard Johannes Petrus de la Valette | 10 augustus 1899  | 15 april 1907     |
| Lodewijk Kreischer                   | 15 april 1907     | 2 oktober 1912    |
| Bernardus Schagen van Soelen         | 2 oktober 1912    | 26 september 1913 |
| Klaas Peereboom                      | 26 september 1913 | 10 augustus 1919  |
| Jan Hendrik Nieuwenhuis              | 10 augustus 1919  | 29 januari 1920   |
| Johannes Martinus Jordaan            | 29 januari 1920   | 3 augustus 1924   |
| Julianus Stephanus Scholten          | 3 augustus 1924   | 1 juli 1928       |
| Coenraad Hendrik Hermanus Snell      | 1 juli 1928       | 18 september 1928 |
| Hendrik Kool                         | 18 september 1928 | 1931              |
| 1931 bij Malang                      |                   |                   |

## Malang
| resident van Malang                | vanaf            | tot               |
| ---------------------------------- | ---------------- | ----------------- |
| Hendrik Kool                       | 1 juli 1928      | 26 mei 1934       |
| Rudolf Karel August Bertsch        | 26 mei 1934      | 4 september 1937  |
| Barend Johannis Gerhardus Hogewind | 4 september 1937 | 26 april 1941     |
| G. Schwencke                       | 26 april 1941    | Japanse bezetting |

## Probolinggo
| resident van Probolinggo                          | vanaf            | tot              |
| ------------------------------------------------- | ---------------- | ---------------- |
| Reinier Scherius                                  | 1855             | 28 juli 1864     |
| Charles Wiggers                                   | 28 juli 1864     | 22 juli 1865     |
| Petrus Theodorus Couperus                         | 22 juli 1865     | 28 april 1872    |
| Peter Severijn                                    | 28 april 1872    | 12 juli 1874     |
| Jacob Kniphorst                                   | 12 juli 1874     | 22 april 1883    |
| Ferdinand Lodewijk Wattendorff                    | 22 april 1883    | 10 mei 1886      |
| Jacobus Louis Jarman                              | 10 mei 1886      | 22 maart 1890    |
| Zeger Willem Mullemeister                         | 22 maart 1890    | 9 januari 1893   |
| Hendrik van Steeden                               | 9 januari 1893   | 13 april 1896    |
| Johannes Marinus Gerardus Numans                  | 13 april 1896    | 28 november 1898 |
| Adrianus van der Ven                              | 28 november 1898 | 14 maart 1900    |
| Gérard Johannes Petrus de la Valette              | 14 maart 1900    | Voorbeeld        |
| 1901-1928 bij Pasoeroean als assistent-residentie |                  |                  |
| Gerrit Scholten                                   | 1 juli 1928      | 1931             |
| 1931 bij Malang                                   |                  |                  |

## Besoeki
| resident van Besoeki                                       | vanaf             | tot               |
| ---------------------------------------------------------- | ----------------- | ----------------- |
| Jan Louis van Neukirchen                                   | 1817              | 1818              |
| Johannes Henricus van Ysseldijk                            | 1818              | 1822              |
| Pieter Langewagen                                          | 1822              | 1826              |
| Franciscus Henricus Smulders                               | 1826              | 1827              |
| Benjamin Corneille Verploeg                                | 1827              | 1829              |
| J.F. de Bruin Prince                                       | 1829              | 1836              |
| Hugo Cornets de Groot                                      | 1836              | 1840              |
| Johan Frans Hora Siccama                                   | 1841              | 1843              |
| Jean Frédéric Theodore Maijor                              | 1843              | 4 januari 1848    |
| Johannes Lodewijk Benedictus Engelhard                     | 1848              | 1852              |
| Hendricus Albertus van der Poel                            | 1852              | 1856              |
| Herman Kleijn van de Poll                                  | 1856              | 1857              |
| Hendricus Albertus van der Poel                            | 1857              | 1861              |
| Jules Félicien Romain Stanislas van den Bossche            | 1861              | 1862              |
| Petrus Theodorus Couperus                                  | 20 november 1862  | 22 juli 1865      |
| Herman Adriaan Steijn Parvé                                | 8 augustus 1865   | 2 december 1867   |
| Jan Francois Schultze                                      | 2 december 1867   | 18 april 1871     |
| Julius Dominicus Mispelblom Beijer                         | 18 april 1871     | 25 december 1874  |
| Pieter Frederik Wegener                                    | 25 december 1874  | 22 september 1877 |
| Daniel Francois van Alphen                                 | 1 oktober 1877    | 26 februari 1882  |
| Johannes Cornelis Theodorus Kroesen                        | 26 februari 1882  | 2 mei 1885        |
| Jan Frederik Wilhelm Wessels                               | 2 mei 1885        | 3 juni 1890       |
| D. de Wit                                                  | 3 juni 1890       | 10 februari 1894  |
| Willem de Vogel                                            | 10 februari 1894  | 1 mei 1897        |
| J.C. Castens                                               | 1 mei 1897        | 7 juli 1900       |
| Johan Ricus Couperus                                       | 7 juli 1900       | 2 juni 1902       |
| Eduard Marie van den Bergh van Heinenoord                  | 2 juni 1902       | 5 november 1907   |
| J. Bosman                                                  | 5 november 1907   | 26 september 1913 |
| Bernardus Schagen van Soelen                               | 26 september 1913 | 5 juni 1918       |
| F.L. Broekveldt                                            | 5 juni 1918       | 12 maart 1919     |
| J.Ph. Fresevur                                             | 12 maart 1919     | 4 augustus 1922   |
| H.A. Voet                                                  | 4 augustus 1922   | 13 mei 1925       |
| A.H. Neys                                                  | 13 mei 1925       | 1928              |
| 1928-1931 gesplitst in de residenties Bondowoso en Djember |                   |                   |
| Coenraad Hendrik Hermanus Snell                            | 1 november 1931   | 9 januari 1935    |
| Charles August van Romondt                                 | 9 januari 1935    | 16 februari 1938  |
| Dirk Ferdinand Pronk                                       | 16 februari 1938  | 26 juli 1941      |
| Alexander Constantijn Tobi                                 | 26 juli 1941      | Japanse bezetting |

## Djember
| resident van Djember                         | vanaf       | tot  |
| -------------------------------------------- | ----------- | ---- |
| Armand Maurice van der Elst                  | 1 juli 1928 | 1931 |
| 1931 met Bondowoso tot de residentie Besoeki |             |      |

## Bondowoso
| resident van Bondowoso                     | vanaf            | tot              |
| ------------------------------------------ | ---------------- | ---------------- |
| A.H. Neys                                  | 1 juli 1928      | 29 augustus 1929 |
| Cornelis Elise Barre                       | 29 augustus 1929 | 1931             |
| 1931 met Djember tot de residentie Besoeki |                  |                  |

## Banjoemas
| resident van Banjoemas                                         | vanaf             | tot               |
| -------------------------------------------------------------- | ----------------- | ----------------- |
| Jacques Eduard de Sturler                                      | minstens 1830     | 1835              |
| Guillaume de Seriere                                           | 1835              | 1838              |
| Lodewijk Launy                                                 | 1838              | 1843              |
| Pieter Johannes Overhand                                       | 1843              | 1846              |
| Frederik Hendrik Doornik                                       | 1846              | 5 augustus 1849   |
| geen bekend                                                    | 1849              | 1850              |
| Dirk Carel August van Hogendorp                                | 1850              | 1852              |
| Herman Constantijn van der Wijck                               | 1853              | 1855              |
| Christiaan van der Moore                                       | 1855              | 1858              |
| Gerard Cornelis Schonck                                        | 1858              | 1859              |
| Salomon van Deventer                                           | 1860              | 17 januari 1862   |
| Johannes Petrus Zoetelief                                      | 17 januari 1862   | 6 oktober 1867    |
| Cornelis de Waal                                               | 6 oktober 1867    | 11 mei 1873       |
| Mathias Herman Willem Nieuwenhuijs                             | 11 mei 1873       | 2 september 1874  |
| Jan Paul Frederik Gericke                                      | 2 september 1874  | 5 oktober 1877    |
| Cornelis de Clercq Moolenburgh                                 | 5 oktober 1877    | 5 maart 1881      |
| Frederik August Andries Ruitenbach                             | 5 maart 1881      | 19 juli 1884      |
| Livinus Johannes Selleger                                      | 19 juli 1884      | 20 april 1890     |
| Carl Eugene Gerard Ottenhoff                                   | 20 april 1890     | 7 april 1896      |
| Lüder Carel Andreas Frederik Lange                             | 7 april 1896      | 10 oktober 1901   |
| G.A. Hogenraad                                                 | 10 oktober 1901   | 2 juni 1902       |
| Tjalling Halbertsma                                            | 2 juni 1902       | 15 september 1906 |
| Leonard Nicolaas van Meeverden                                 | 15 september 1906 | 24 september 1907 |
| Gideon Jan Oudemans                                            | 24 september 1907 | 17 januari 1908   |
| Herman George Heijting (1861-1943)                             | 17 januari 1908   | 2 januari 1913    |
| E.W.H. Doeve                                                   | 2 januari 1913    | 9 mei 1916        |
| K. Wijbrands                                                   | 9 mei 1916        | 9 mei 1919        |
| M. Zandveld                                                    | 9 mei 1919        | 4 juli 1922       |
| Marinus Jacobus van der Pauwert                                | 4 juli 1922       | 6 november 1925   |
| Jacques Jelle van Helsdingen                                   | 6 november 1925   | 1928              |
| 1928-1931 gesplitst in de residenties Noord- en Zuid-Banjoemas |                   |                   |
| Willem Charles Adriaans                                        | 15 oktober 1931   | 28 juli 1933      |
| Floris Dersjant                                                | 28 juli 1933      | 26 mei 1934       |
| Henri George François van Huls                                 | 26 mei 1934       | 4 september 1937  |
| J.A. Ruys                                                      | 4 september 1937  | 14 februari 1941  |
| Johan Willem Anthonius Boots                                   | 14 februari 1941  | Japanse bezetting |
| Elbert Marinus Stok                                            | 1947              | 1949              |

## Noord-Banjoemas
| resident van Noord-Banjoemas                        | vanaf       | tot  |
| --------------------------------------------------- | ----------- | ---- |
| V. van Leeuw                                        | 1 juli 1928 | 1931 |
| 1931 met Zuid-Banjoemas tot de residentie Banjoemas |             |      |

## Zuid-Banjoemas
| resident van Zuid-Banjoemas                          | vanaf       | tot         |
| ---------------------------------------------------- | ----------- | ----------- |
| W.R. March                                           | 1 juli 1928 | 5 juli 1930 |
| V. van Leeuw                                         | 5 juni 1930 | 1931        |
| 1931 met Noord-Banjoemas tot de residentie Banjoemas |             |             |

## Bagelen
| resident van Bagelen                                       | vanaf            | tot              |
| ---------------------------------------------------------- | ---------------- | ---------------- |
| Jacob Willem Hendrik Smissaert                             | 1830             | 1833             |
| Andries Johan Ruitenbach                                   | 1833             | 1842             |
| Johan George Otto Stuart von Schmidt auf Altenstadt        | 1842             | 1849             |
| Reinier de Filliettaz Bousquet                             | 1850             | 1854             |
| Dirk Adolph Buijn                                          | 1854             | 1856             |
| Dirk François Schaap                                       | 1856             | 1857             |
| Otto van Rees                                              | 1857             | 1860             |
| Albert Wilhelm Kinder de Camarecq                          | 1860             | 1862             |
| Christiaan Castens                                         | 1862             | 22 november 1864 |
| P.J. Serlé                                                 | 22 november 1864 | 14 juni 1867     |
| Nicolaas Anne Theodoor Arriëns                             | 14 juni 1867     | 24 augustus 1868 |
| Adolphe Fitz Verploegh                                     | 24 augustus 1868 | 11 maart 1873    |
| Gerard Jan van der Tuuk                                    | 11 maart 1873    | 9 juli 1876      |
| Carel Alexander Lodewijk Jacob Jeekel                      | 9 juli 1876      | 1 september 1877 |
| Johannes Heijting                                          | 1 september 1877 | 9 juni 1878      |
| Willem Ligtvoet                                            | 9 juni 1878      | 8 juli 1882      |
| Cornelis de Clercq Moolenburgh                             | 8 juli 1882      | 9 mei 1886       |
| Oscar Arend Burnaby Lautier                                | 9 mei 1886       | 20 april 1890    |
| Antonie van der Gon Netscher                               | 20 april 1890    | 20 juni 1897     |
| Eduard Thomas Theodorus Henricus van Benthem van den Bergh | 20 juni 1897     | 24 juli 1898     |
| Pieter Merkus Lambertus de Bruijn Prince                   | 11 april 1900    | 1901             |
| 1901-1928 bij Kadoe                                        |                  |                  |
| Jan Scipio de Kanter                                       | 1 juli 1928      | 2 juni 1930      |
| Henri Helenius de Cock                                     | 2 juni 1930      | 1931             |
| 1931 bij Kadoe                                             |                  |                  |

## Kadoe
| resident van Kadoe                       | vanaf            | tot               |
| ---------------------------------------- | ---------------- | ----------------- |
| Adriaan Maurits Theodorus baron de Salis | 1817             | 1817              |
| Jan Isaak van Sevenhoven                 | 1817             | 1818              |
| François Emanuel Hardy                   | 1818             | 1821              |
| Pieter le Clereq                         | 1821             | 1825              |
| Adriaan Maurits Theodorus baron de Salis | 1825             | 1826              |
| Frans Gerardus Valck                     | 1826             | 1831              |
| Martinus Hendrikus Halewijn              | 1831             | 1832              |
| Christiaan Lodewijk Hartmann             | 1832             | 1843              |
| Reinier de Filliettaz Bousquert          | 1843             | 1845              |
| Frederik Hendrik Doornik                 | 1845             | 1846              |
| Dirk Carel August van Hogendorp          | 1846             | 1850              |
| W.H.H. van Riemsdijk                     | 1850             | 1851              |
| Martinus Antonie Jacobus Gaillard        | 1851             | 1854              |
| Dirk François Schaap                     | 1854             | 1856              |
| Otto van Rees                            | 1856             | 1857              |
| G.M. van de Graaff                       | 1857             | 1864              |
| Hendrik Jeronimus Christiaan Hoogeveen   | 21 mei 1864      | 11 maart 1867     |
| Robert Jacob Wijnand Mac Gillavry        | 11 maart 1867    | 16 juli 1869      |
| Pieter Lodewijk Bloemen Waanders         | 16 juli 1869     | 10 oktober 1874   |
| C.C. Tromp                               | 10 oktober 1874  | 28 mei 1876       |
| Bastiaan van Baak                        | 28 mei 1876      | 20 april 1878     |
| Johannes Heijting                        | 8 mei 1878       | 31 oktober 1882   |
| Karel Frederik Bohl                      | 31 oktober 1882  | 5 maart 1889      |
| Jan Abraham Ament                        | 5 maart 1889     | 24 juli 1896      |
| Pieter Merkus Lambertus de Bruijn Prince | 24 juli 1896     | 10 oktober 1901   |
| J.H.F. ter Meulen                        | 10 oktober 1901  | 5 maart 1907      |
| Pieter Wijers (1858-1942)                | 5 maart 1907     | 12 februari 1912  |
| J.J. Verwyk                              | 12 februari 1912 | 15 februari 1917  |
| H. van Santwijk                          | 15 februari 1917 | 1920              |
| Jacobus Renatus Schenck de Jong          | 29 januari 1921  | 17 juni 1922      |
| Max Buttner van der Jagt                 | 17 juni 1922     | 10 mei 1927       |
| Jetze Doede de Vries                     | 10 mei 1927      | 5 juli 1929       |
| J. van Pelt                              | 5 juli 1929      | 28 juli 1933      |
| Arnoldus Anton Cornelis Linck            | 28 juli 1933     | 16 februari 1938  |
| Henry Jean Sonnevelt                     | 16 februari 1938 | 5 juni 1941       |
| G.A. Burgerhoudt                         | 5 juni 1941      | Japanse bezetting |

## Wonosobo
| resident van Wonosobo                        | vanaf       | tot         |
| -------------------------------------------- | ----------- | ----------- |
| F.J. Couwenberg                              | 1 juli 1928 | 29 mei 1929 |
| Gustaaf Karel Johan Alphonse Oosthout        | 29 mei 1929 | 1931        |
| 1931 weer bij Kadoe als assistent-residentie |             |             |

## Djokjakarta
| resident van Djokjakarta                                      | vanaf            | tot              |
| ------------------------------------------------------------- | ---------------- | ---------------- |
| Huibert Gerard Nahuijs van Burgst                             | 1817             | 1822             |
| Anthony Hendrik Smissaert                                     | 1823             | 1825             |
| Jan Isaak van Sevenhoven                                      | 1825             | 1826             |
| Pieter Hubertus van Lawick van Pabst                          | 1827             | 1827             |
| Johan Frederik Walraven van Nes                               | 1827             | 1830             |
| Jan Isaak van Sevenhoven                                      | 1830             | 1831             |
| Frans Gerardus Valck                                          | 1831             | 1841             |
| Arnoldus Adriaan Buijskes                                     | 1841             | 1845             |
| Reinier de Filliettaz Bousquet                                | 1845             | 1848             |
| Albert Hendrik Willem baron de Kock                           | 1848             | 1851             |
| Johannes Jerphaas Hasselman                                   | 1851             | 1855             |
| Willem Carel Emile de Geer                                    | 1855             | 6 mei 1856       |
| Dirk Adolph Buijn                                             | 1856             | 1857             |
| Carel Pieter Brest van Kempen                                 | 1857             | 1863             |
| Nicolaas Anne Theodoor Arriëns                                | 1863             | 2 januari 1865   |
| Adolphe Jean Philippe Hubert Desire Bosch                     | 2 januari 1865   | 4 maart 1873     |
| Adolf Joan Bernard Wattendorff                                | 4 maart 1873     | Voorbeeld        |
| Bastiaan van Baak                                             | 20 april 1878    | 12 mei 1889      |
| Jan Mullemeister                                              | 12 mei 1889      | 15 augustus 1891 |
| Christiaan Marinus Ketting Olivier                            | 15 augustus 1891 | 5 juli 1897      |
| Jan Abraham Ament                                             | 5 juli 1897      | 8 mei 1902       |
| Johan Ricus Couperus                                          | 8 mei 1902       | 3 maart 1908     |
| Pieter Hugo van Andel                                         | 3 maart 1908     | 2 juli 1911      |
| Jacob Hendrik Liefrinck                                       | 2 juli 1911      | 24 oktober 1913  |
| Berend Leonardus van Bijlevelt                                | 24 oktober 1913  | 3 april 1915     |
| Cornelis Canne                                                | 3 april 1915     | 5 juni 1919      |
| Petrus Willem Jonquiere                                       | 5 juni 1919      | 19 maart 1924    |
| Louis Frederik Dingemans                                      | 19 maart 1924    | 1 juni 1926      |
| Johan Ernst Jasper                                            | 1 juni 1926      | 1 juli 1928      |
| Pieter Westra                                                 | 1 juli 1928      | 2 maart 1932     |
| Jan habbema                                                   | 2 maart 1932     | 1934             |
| 1934 als assistent-residentie in het Gouvernement Djokjakarta |                  |                  |

## Soerakarta
| resident van Soerakarta                                      | vanaf            | tot              |
| ------------------------------------------------------------ | ---------------- | ---------------- |
| Diederik Willem Pinket van Haak                              | 1817             | 1817             |
| Rijk van Prehn                                               | 1817             | 1819             |
| Huibert Gerard Nahuijs van Burgst                            | 1820             | 1822             |
| Adriaan Maurits Theodorus baron de Salis                     | 1822             | 1823             |
| Hendrik Mac Gillavry                                         | 1823             | 1823             |
| Jan Isaak van Sevenhoven                                     | 1824             | 1825             |
| Hendrik Mac Gillavry                                         | 1825             | 1827             |
| Huibert Gerard Nahuijs van Burgst                            | 1827             | 1830             |
| Johan Frederik Walraven van Nes                              | 1830             | 1831             |
| Hendrik Mac Gillavry                                         | 1831             | 1834             |
| Jean Frédéric Theodore Maijor                                | 1834             | 1843             |
| Christiaan Lodewijk Hartmann                                 | 1843             | 1846             |
| Willem Carel Emile de Geer                                   | 1846             | 1850             |
| Hendrik Frederik Buschkens                                   | 1851             | 1858             |
| Frederik Nicolaas Nieuwenhuijzen                             | 1858             | 9 juni 1864      |
| Nicolaas Dirk Lammers van Toorenburg                         | 9 juni 1864      | 1 oktober 1867   |
| Johannes Petrus Zoetelief                                    | 1 oktober 1867   | 30 april 1869    |
| Joan Hendrik Tobias                                          | 30 april 1869    | 23 november 1871 |
| Adriaan Anton Maximiliaan Nicolaas Keuchenius                | 23 november 1871 | 18 november 1875 |
| Nicolaas Dirk Lammers van Toorenburg                         | 18 november 1875 | 25 augustus 1877 |
| Carel Alexander Lodewijk Jacob Jeekel                        | 25 augustus 1877 | 18 december 1881 |
| Peter Adriaan Matthes                                        | 18 december 1881 | 2 november 1884  |
| Adrianus Johannes Spaan                                      | 2 november 1884  | 12 mei 1889      |
| Oscar Arend Burnaby Lautier                                  | 12 mei 1889      | 15 augustus 1894 |
| Louis Thomas Hora Siccama                                    | 15 augustus 1894 | 8 april 1897     |
| Willem de Vogel                                              | 8 april 1897     | 11 april 1905    |
| L.Th. Schneider                                              | 11 april 1905    | 18 januari 1909  |
| G.F. van Wijk                                                | 18 januari 1909  | 3 april 1914     |
| F.P. Sollewijn Gelpke                                        | 3 april 1914     | 4 februari 1918  |
| Anton Johan Wouter Harloff                                   | 4 februari 1918  | 10 april 1922    |
| Jan van der Marel                                            | 10 april 1922    | 19 maart 1924    |
| Jan Hendrik Nieuwenhuis                                      | 19 maart 1924    | 30 mei 1927      |
| Max Buttner van der Jagt                                     | 30 mei 1927      | 1 juli 1928      |
| Harmen Thieden Ament                                         | 1 juli 1928      | november 1931    |
| Gustaaf Karel Johan Alphonse Oosthout                        | november 1931    | 1934             |
| 1934 als assistent-residentie in het Gouvernement Soerakarta |                  |                  |

## Klaten
| resident van Klaten                                          | vanaf           | tot             |
| ------------------------------------------------------------ | --------------- | --------------- |
| Henri Helenius de Cock                                       | 1 juli 1928     | 5 juli 1929     |
| Matthijs Jan Jacob Treur                                     | 5 juli 1929     | 21 oktober 1931 |
| P.H. Willemse                                                | 21 oktober 1931 | 1934            |
| 1934 als assistent-residentie in het Gouvernement Soerakarta |                 |                 |

## Madioen
| resident van Madioen                                    | vanaf            | tot                       |
| ------------------------------------------------------- | ---------------- | ------------------------- |
| Lodewijk Launy                                          | 1830             | 1838                      |
| Emanuel Francis                                         | 1838             | 1843                      |
| Jacob Dirk van Herweden                                 | 1843             | 1847                      |
| Christiaan Lodewijk Hartmann                            | 1848             | 1852                      |
| Albert Hendrik Willem baron de Kock                     | 1852             | 1854                      |
| A. Rutering                                             | 1854             | 1858                      |
| Charles Wiggers                                         | 1858             | 1861                      |
| Dirk Cornelis Noordziek                                 | 1861             | 14 november 1864          |
| Franciscus Gerard van Bloemen Waanders                  | 14 november 1864 | 4 april 1866              |
| J.K.H. Phitzinger                                       | 4 april 1866     | 30 oktober 1875           |
| Willem Herman van der Hell                              | 30 oktober 1875  | 23 december 1877          |
| Albert Gustaaf George Peltzer                           | 23 december 1877 | 5 december 1880           |
| Anne Mari Oudemans                                      | 5 december 1880  | 3 april 1886              |
| Jan Mullemeister                                        | 3 april 1886     | 25 mei 1889               |
| Hendrik Herman Donker Curtius                           | 25 mei 1889      | 1 november 1890           |
| Johannes Diederik Harders                               | 1 november 1890  | 15 augustus 1891          |
| Johan George Otto Stuart von Schmidt auf Altenstadt jr. | 15 augustus 1891 | 5 november 1892           |
| Bernard Hendrik Huibert Ravenswaay                      | 5 november 1892  | 10 december 1895          |
| Hendrik Willem van Ravenswaaij                          | 10 december 1895 | 20 juli 1896              |
| Johan Jacob Donner                                      | 20 juli 1896     | 4 april 1903              |
| Willem Frederik Lamoraal Boissevain                     | 4 april 1903     | 28 november 1907          |
| Johan Hofland                                           | 28 november 1907 | 2 januari 1914            |
| J.A.E. van Deventer                                     | 2 januari 1914   | 14 december 1917          |
| Herman Nicolaas Bennebroek Evertsz                      | 14 december 1917 | 10 april 1920             |
| August Johan Herman Eijken                              | 10 april 1920    | 29 januari 1921           |
| Johannes Hendrikus Rering                               | 29 januari 1921  | 9 mei 1924                |
| Henri George Charles Louis de la Parra                  | 9 mei 1924       | 14 januari 1926           |
| Hendrik Cornelis van den Bos                            | 9 februari 1926  | 1928                      |
| Hendrik Cornelis van den Bos                            | 1 juli 1928      | 1 november 1931           |
| Victor de Leeuw                                         | 1 november 1931  | 31 december 1932          |
| Josef Ferdinand Verhoog                                 | 31 december 1932 | 27 augustus 1934          |
| Lucien Adam                                             | 27 augustus 1934 | 28 december 1938          |
| Hendrik Jan Kuneman                                     | 28 december 1938 | voor de Japanse Bezetting |

## Ponogoro
| resident van Ponorogo                     | vanaf       | tot  |
| ----------------------------------------- | ----------- | ---- |
| Hendrik Mispelblom van Altena             | 1 juli 1928 | 1930 |
| Hendrik Cornelis van den Bos              | 1930        | 1931 |
| 1931 bij Madioen als assistent-residentie |             |      |

## Kediri
| resident van Kediri                                | vanaf            | tot               |
| -------------------------------------------------- | ---------------- | ----------------- |
| Dirk Donker                                        | 1830             | 1833              |
| Guillaume Louis Baud                               | 1833             | 1838              |
| Hendrik Stephanus van Son                          | 1838             | 1838              |
| Diederik Gregorius van Teijlingen                  | 1838             | 1842              |
| Johannes Adrianus Vriesman                         | 1842             | 1846              |
| Henri Martinus le Roux                             | 1846             | 1857              |
| Francois Henry Adolph van de Poel                  | 1857             | 1862              |
| Adolphe Jean Philippe Hubert Desire Bosch          | 14 juli 1862     | 16 januari 1865   |
| Gerard Marius Willem van der Kaa                   | 16 januari 1865  | 16 juli 1869      |
| Rijck Christiaan van Prehn Wiese                   | 16 juli 1869     | 6 juni 1872       |
| Casparus Bosscher                                  | 6 juni 1872      | 2 juni 1874       |
| Frederik Beijerinck                                | 2 juni 1874      | 16 december 1876  |
| Johannes Hendrik Hagen                             | 16 december 1876 | 30 maart 1879     |
| David Meijer                                       | 30 maart 1879    | 3 maart 1883      |
| Johan Christiaan Gijsbert Schmeil van Kraaijenoord | 3 maart 1883     | 5 juli 1886       |
| D. de Wit                                          | 5 juli 1886      | 8 juni 1889       |
| Frans Louis Wittenrood                             | 8 juni 1889      | 3 mei 1892        |
| Charles Gerard van Baerle                          | 3 mei 1892       | 5 juni 1897       |
| Cornelis Jacobus de Jaager                         | 5 juni 1897      | 2 juni 1902       |
| Emile Constant                                     | 2 juni 1902      | 5 augustus 1907   |
| O.E.V. Hermens                                     | 5 augustus 1907  | 4 november 1912   |
| Henri Adolf van Drongelen                          | 4 november 1912  | 2 december 1915   |
| Hendrik Altmann                                    | 2 december 1915  | 25 maart 1919     |
| Johan Jacob Coert                                  | 25 maart 1919    | 17 juni 1922      |
| Louis Frederik Dingemans                           | 17 juni 1922     | 2 april 1924      |
| Jozef Henri Doeve                                  | 2 april 1924     | 2 mei 1927        |
| Mari Henri Doornik                                 | 2 mei 1927       | 2 juli 1930       |
| Alexander Hendrik de Jong                          | 2 juli 1930      | 1 november 1931   |
| Matthijs Jan Jacob Treur                           | 1 november 1931  | 28 juli 1933      |
| Rudolf Karel August Bertsch                        | 28 juli 1933     | 30 mei 1934       |
| Nicolaas Wilhelmus van Hartingsveldt               | 30 mei 1934      | 24 februari 1939  |
| Emile Leendert Johan Tydeman                       | 24 februari 1939 | Japanse bezetting |

## Blitar
| resident van Blitar                           | vanaf           | tot             |
| --------------------------------------------- | --------------- | --------------- |
| Cornelis Elise Barre                          | 1 juli 1928     | 7 augustus 1929 |
| Rudolf Adriaan Marie Mooij                    | 7 augustus 1929 | 1931            |
| 1931 weer bij Kediri als assistent-residentie |                 |                 |

## Banjoewangi
| resident van Banjoewangi                       | vanaf           | tot             |
| ---------------------------------------------- | --------------- | --------------- |
| J.F. Roos                                      | 1817            | 1817            |
| Johan Cesar von Wikkerman                      | 1817            | 1819            |
| Pieter van de Poel                             | 1819            | 1821            |
| Carel Matheus Baumhauer                        | 1821            | 1823            |
| Philip Julius baron van Zuylen van Nyevelt     | 1823            | 1825            |
| Pieter Willem van der Hoop                     | 1825            | 26 juni 1825    |
| F.J.de Graaff                                  | 1825            | 9 februari 1826 |
| 1827-1866 bij Besoeki als assistent-residentie |                 |                 |
| Louis Wijnand Caton Bosch                      | 8 december 1866 | 6 oktober 1867  |
| Cornelis de Waal                               | 6 oktober 1867  | 31 mei 1871     |
| Adriaan Taunay                                 | 31 mei 1871     | 2 juli 1873     |
| Antonie Henri Gijsbertus Blokzeijl             | 2 juli 1873     | 20 april 1878   |
| Hendrik Fitz Verploegh                         | 20 april 1878   | 29 mei 1880     |
| Willem Frederik Karel Lodewijk de Vogel        | 29 mei 1880     | 1883            |
| 1883 bij Besoeki als assistent-residentie      |                 |                 |

## Grisse
| resident van Grisse                              | vanaf           | tot             |
| ------------------------------------------------ | --------------- | --------------- |
| W. de Groot                                      | 1817            | 1819            |
| Adriaan David Cornets de Groot                   | 1819            | 1826            |
| 1827-1928 bij Soerabaja als assistent-residentie |                 |                 |
| Jan Jacob Viehoff                                | 1 juli 1928     | 29 mei 1929     |
| Willem Gerard Horninge                           | 29 mei 1929     | 2 november 1930 |
| Hendrik Mispelblom van Altena                    | 2 november 1930 | 1932            |
| 1932 bij Bodjonegoro als assistent-residentie    |                 |                 |

## Link
- Topografische kaart, Residenties Midden-Java 1915